# Firmin Gémier
Firmin Gémier, född 21 februari 1865 och död 1933, var en fransk skådespelare och teaterledare.
Gémier debuterade 1888 på en förstadsteater i Paris och var sedan anställd bland annat vid Théâtre Antoine (1897-1900), Gymnase (1900-01), Renaissance (1901-02) och Odéon (1903-05). Gémier ledde 1906-21 Théâtre Antoine och var 1921-1930 direktör för Odéon.
Gémier tog 1920 initiativet till Le Théâtre populaire, en sammanslutning, som genom klassiska föreställningar i Cirque d'hiver och Trocadéro arbetat för teaterns popularisering, och 1927 till La société universelle du théâtre, som arbetar för det internationella utbytet på teaterområdet. Gémier tillhörde Antoines skola inom teaterkonsten.
Bland hans främsta roller märks:
- Oedipe - Sofokles
- Shylock - Köpmannen från Venedig
- Antonius - Antonius och Kleopatra
- Apemanus - Timon av Aten
- Petruchio - Så tuktas en argbigga
- Filip II - Don Carlos
- Bridan - La Rabouilleuse